# Draškovićeva opservancija
Draškovićeva opservancija (njem. Draskovich-Observanz) je bio slobodnozidarski obred koji se radio u Hrvatskoj pod Habsburzima u posljednjih nekoliko decenija 18. stoljeća. Obred je oko 1775. godine uspostavio grof Ivan Drašković Trakošćanski kada je formirao i Veliku pokrajinsku ložu Hrvatske. Obred se kasnije ugasio, nakon zabrane slobodnog zidarstva u Habsburškoj Monarhiji 1795. godine. Obred se temeljio na Obredu strožeg opsluživanja, tj. Obredu striktne opservancije.
Masonski obred koji se prakticirao u drugoj polovici 18. stoljeća u Habsburškoj Monarhiji bio je uglavnom Obred strožeg opservancije. Hrvatski masoni su imali svoj jedinstveni obred, koji je, iako sličan spomenutom obredu, imao mnogo jedinstvenih značajki. Nažalost, zbog pretjerane revnosti u skrivanju navodnih tajni, opreza i straha, mnoge su Draškovićeve lože, nakon njegove smrti spalile cijeli arhiv, pisma i dokumente, koji odnose na razdoblje njihova rada.

## Struktura stupnjeva
Stupnjevi Draškovićevog obreda bili su:
- 1° – učenik i pomoćnik
- 2° – majstor i škotski majstor
- 3° – devetorica izabranih i petraestorica izabranih
- (4°) – vitez